# Szélességi kör

## A szélességi körök
Ha a Földet gömbbel vagy forgási ellipszoiddal közelítjük, és a forgástengelyre merőleges síkkal elmetsszük ezt a felületet, akkor a metszésvonalak a szélességi körök. Ezek közül a legnagyobb (amikor a metsző sík tartalmazza a gömb/ellipszoid középpontját) az Egyenlítő. A szélességi körök kerülete az Egyenlítőtől távolodva egyre csökken. Maguk a sarkpontok tulajdonképpen már csak egy pontot képeznek, ugyanakkor ezek a legrövidebb szélességi körök. Az Egyenlítő két egyenlő nagyságú félgömbre osztja a Földet: északi és déli félgömbre. A szélességi körök a hosszúsági körökkel együtt a Földön való tájékozódást segítik. Segítségükkel minden pont egyértelműen meghatározható. Ezt nevezzük földrajzi fokhálózatnak, ami a földrajzi koordináta-rendszert alkotja.

## Északi és déli szélesség
Az Egyenlítőtől északra helyezkedik el, magától értetődően, az északi félgömb, délre pedig a déli félgömb. Az északi félgömbön a szélességi köröket északi szélességi körnek (rövidítése: é. sz.) nevezzük, míg a déli félgömbön déli szélességi körnek (rövidítése: d. sz.).

## Helymeghatározás
A földgömbön, illetve térképeken fokok segítségével adjuk meg például egy település koordinátáit, vagyis elhelyezkedését. Az Egyenlítő maga a 0°, míg az Északi- és a Déli-sark a 90°. Természetesen a két sarkot a már említett é. sz. 90°, illetve d. sz. 90° formában különböztetjük meg egymástól.
A földrajzi helymeghatározásában különböző, egyre fejlettebb műszerek feltalálásáig a Nap állásának megfigyelése segítette a hajósokat és a korai csillagászokat. A földrajzi szélességre délben a Nap delelési legnagyobb magassága alapján következtethetünk – az Egyenlítőhöz közeledve egyre magasabban van délben a Nap.

## Nevezetes szélességi körök

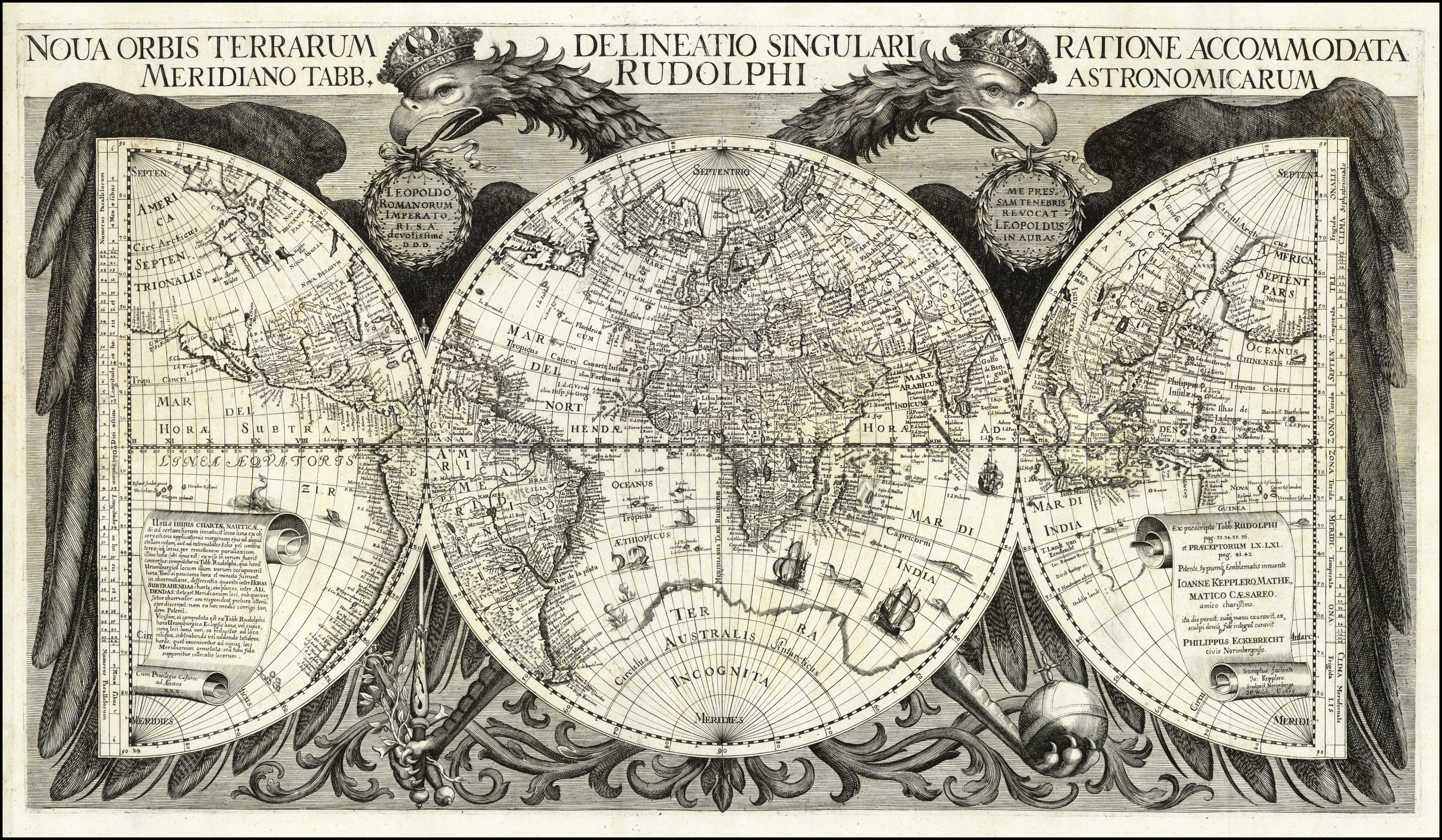
Johannes Kepler Tabulae Rudolfinae világtérképe

Léteznek ún. nevezetes szélességi körök, amelyeket nevekkel látnak el. Ez a tájékozódást könnyíti meg, a térképeken például a Ráktérítőt és a Baktérítőt általában szaggatott vonallal jelölik.
Nevezetes szélességi körök:
- Északi-sark: é. sz. 90°
- Északi sarkkör: é. sz. 66,5°
- Ráktérítő: é. sz. 23,26°
- Egyenlítő: 0°
- Baktérítő: d. sz. 23,26°
- Déli sarkkör: d. sz. 66,5°
- Déli-sark: d. sz. 90°